# Le Premier Jour du reste de ta vie
Le Premier Jour du reste de ta vie è un film del 2008 diretto da Rémi Bezançon.